# Adrienne Pauly
Adrienne Pauly (Clamart, 30 de mayo de 1977) es una actriz y cantante francesa, hija de Marco Pauly y Odile Barski. Su hermano, Rodolphe Pauly, es también actor.

## Carrera
En 1996 ingresó en el Conservatorio Nacional Superior de Arte Dramático, donde estudió teatro. Antes de encontrar su vocación en la música (canta y toca el piano) interpretó diversos papeles en varias producciones cinematográficas.
En 2004 dio su primer concierto en la House of Live de París, y más tarde en el Dejazey de Rennes, en Le Lavoir Moderne, en Les Trois Frères y en L'Olympic Café. Lanzó su primer álbum el 16 de octubre de 2006, con la discográfica Remark Records.
En 2007 fue nominada en los premios Victoires de la musique en las categorías de «Álbum revelación del año» y «Artista revelación del año».

## Filmografía
- 1997: Mauvais genre, de Laurent Bénégui.
- 1997: Il y a des journées qui mériteraient qu'on leur casse la gueule, de Alan Beigel.
- 1998: Terminale, de Francis Girod.
- 1999: Au cœur du mensonge, de Claude Chabrol.
- 2001: Le Prix de la vérité, de Joël Santoni (serie de televisión).
- 2002: La Bête de miséricorde, de Jean-Pierre Mocky.

## Discografía

### Álbumes
- 2006: Adrienne Pauly

### Sencillos
- «J'veux un mec»
- «La Fille du Prisunic»

### Otras participaciones
- 2007: «Y'a d'la joie» (original de Charles Trenet) para el anuncio en televisión de Badoit.
- 2008: «Même si tu revenais» (original de Claude François en el álbum Autrement dit).